# Marcel Lanfranchi
Marcel Lanfranchi (* 11. Januar 1921 in Tunis; † 10. September 2013 in Cazères, Département Haute-Garonne) war ein französischer Fußballspieler und -trainer.

## Spielerkarriere
Lanfranchi, dessen Vorfahren von der Insel Korsika stammten, wuchs im französisch besetzten Tunesien auf und begann dort das Fußballspielen. Der Rechtsaußen schaffte als Amateurfußballer den Sprung in die damals inoffiziell bestehende Nationalmannschaft Tunesiens. Als Soldat hatte er im Zweiten Weltkrieg zu kämpfen und blieb, nachdem er 1942 von seinen militärischen Aufgaben entbunden wurde, im französischen Mutterland. Dort spielte er für kleine Vereine aus Viviez und Cransac, bevor er 1946 zur US Cazères wechselte. 1948 gehörte der Spieler an der Seite zahlreicher Profis der französischen Olympiamannschaft an, auch wenn er im Verlauf des Turniers zu keinem Einsatz im Trikot der Franzosen kam. Im selben Jahr unterschrieb er beim nahegelegenen Erstligisten FC Toulouse im Alter von 27 Jahren seinen ersten Vertrag im bezahlten Fußball. Sein Bruder Jean Lanfranchi, der bereits in Cazères sein Teamkamerad gewesen war, folgte ihm dorthin.
Bei Toulouse avancierte Lanfranchi zu einer Zeit, in der Ein- und Auswechslungen noch nicht möglich waren, direkt zum Stammspieler. Er stellte einen erfolgreichen Torschützen dar und ließ auf zehn Treffer in seiner ersten Saison 17 Torerfolge in der Spielzeit 1949/50 folgen, womit er Rang sieben der Torjägerliste einnahm. Dank seiner Erfolge bekam der Offensivspieler eine Berufung in die französische A-Nationalelf in Aussicht gestellt, die jedoch an einer Knieverletzung scheiterte. 1950 büßte er seinen Stammplatz ein und lief fortan nur noch gelegentlich für eine Mannschaft auf, die 1951 in die Zweitklassigkeit abstieg. 1952 wurde der Wiederaufstieg verpasst und Lanfranchi wechselte zugleich zum Ligarivalen FC Perpignan. Nach einem Jahr in Perpignan beendete er mit 30 Jahren nach 73 Erstligapartien mit 27 Toren sowie 29 Zweitligapartien mit 13 Toren seine Profilaufbahn.

## Trainerkarriere
Im Anschluss an seine aktive Karriere begann der zweifache Familienvater eine Laufbahn als Trainer. Als solcher hatte er von 1961 bis 1963 bei einem Amateurverein aus Tarascon das Traineramt inne. Dem folgten Stationen in Bagnères-de-Luchon, in Cazères, wo er bereits gespielt hatte, und im korsischen Porto-Vecchio. Auf Korsika ließ er sich im Alter nieder, kehrte aber für die letzte Zeit seines Lebens nach Cazères zurück; im lokalen Altersheim starb er 2013 im Alter von 92 Jahren.